# تام برک (بازیگر)
تام برک (انگلیسی: Tom Burke؛ زادهٔ ۳۰ ژوئن ۱۹۸۱) بازیگر انگلیسی است. وی از سال ۱۹۹۹ میلادی تاکنون مشغول فعالیت بوده است.
از فیلم‌ها یا برنامه‌های تلویزیونی که وی در آن نقش داشته است، می‌توان به من کندی می‌خوام، تفنگدارها، آرزوهای بزرگ، ساعت و ناپلئون و فیوریوسا: حماسهٔ مکس دیوانه  اشاره کرد.